# Agrostis billardieri
Agrostis billardieri é uma espécie de gramínea do gênero Agrostis, pertencente à família Poaceae.